# Queso de cabra

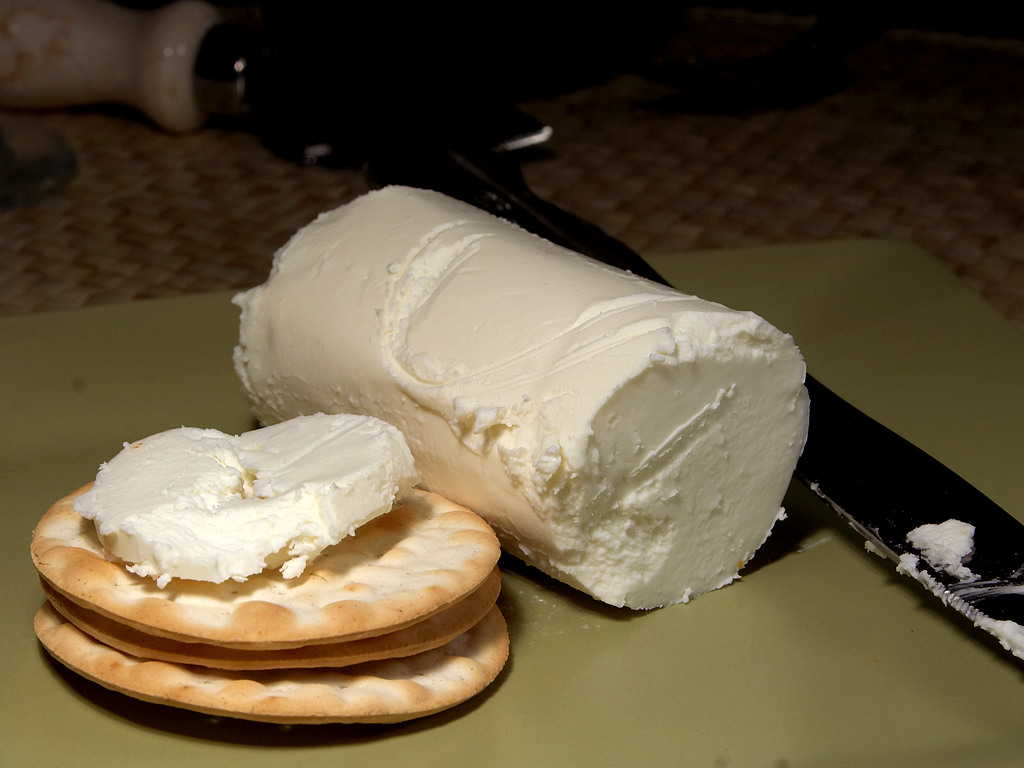
Queso de cabra.

El queso de cabra (más apropiadamente queso de leche de cabra), también llamado chèvre (‘cabra’ en francés) es cualquier queso hecho con leche de cabra.

## Características
Aunque la leche de vaca y la de cabra tienen contenidos grasos parecidos, la mayor proporción de ácidos grasos de cadena media, como el caproico, el caprílico y el cáprico (todos ellos toman su nombre del latín capra, ‘cabra’), de la leche de cabra contribuye al característico sabor ácido del queso de cabra. Estudios recientes muestran que el  queso hecho de leche de cabra tiene más proteína que el de vaca, y que es muy similar a la leche humana. Es bueno para el riñón y adecuado para quienes padecen insuficiencia renal crónica gracias a su bajo contenido en potasio. Sin embargo, debe tenerse cuidado con su contenido en fosfatos.
Aunque en Occidente se ha popularizado el empleo de leche de vaca, la de cabra y sus derivados se emplean extensivamente en el resto del mundo. Debido a que el queso de cabra se elabora a menudo en regiones donde la refrigeración no siempre está disponible, los quesos de cabra curados suelen tratarse con sal para mejorar su conservación. Debido a esto, la sal ha sido relacionada con el sabor del queso de cabra, especialmente en el caso del feta, que se conserva en salmuera.
El queso de cabra se ha elaborado durante miles de años, y probablemente fue uno de los primeros productos lácteos preparados. En su forma más simple, el queso de cabra se prepara dejando que la leche cruda se corte de forma natural, drenando y prensando entonces la cuajada. Otras técnicas emplean ácido (como vinagre o zumo de limón) o cuajo para coagular la leche. Los quesos de cabra tiernos se hacen artesalmente en todo el mundo, colgando los cocineros fajos de estopilla rellenos de cuajada en las cocinas templadas durante varios días para drenarla y curarla. Si el queso va a envejecerse, suele sumergirse en salmuera para que forme una corteza, y luego se almacena en un lugar fresco durante varios meses.
El queso de cabra se ablanda cuando se calienta, aunque no se funde de la misma forma en que lo hacen muchos quesos de vaca. Los quesos de cabra más firmes con corteza se hornean a veces para obtener un queso templado ideal para untar sobre pan con ajo asado, o solo.
Su color es mucho más blanco que el queso elaborado a base de leche de vaca debido a que aquella contiene betacaroteno, lo que le da una tonalidad ligeramente amarillenta, en tanto que en la leche de cabra este se transforma en vitamina A pura que es incolora.

## Quesos de cabra por países

### Francia
Francia produce un gran número de quesos de cabra, especialmente en el Valle del Loira y Poitou, donde se dice que las cabras fueron llevadas por los moros en el siglo VIII. Algunos ejemplos de chèvres franceses son: Bucheron, Chabis, Clochette, Couronne Lochoise, Crottin de Chavignol (el queso de cabra AOC más producido), Pélardon, Picodon, Pouligny-Saint-Pierre, Rocamadour, Sainte-Maure de Touraine, Chabichou du Poitou, Valençay y Pyramide.

### España y Portugal
- El mató es un queso fresco catalán hecho con una mezcla de leche de vaca y cabra.
- El queso majorero es un queso típico canario hecho con leche de cabra.
- El Queso payoyo típico de la Sierra de Cádiz.
- El Castelo Branco es un queso de cabra portugués.
- El Queso de cabra transmontano es un queso de cabra portugués.

### Reino Unido
- El pantysgawn es un queso de cabra galés,y el gevrik (literalmente ‘cabritillo’) es un queso de cabra de Cornualles.[4]

### Grecia
- En Grecia se elaboran tradicionalmente el feta, el mizithra y el anthotiros a partir de una mezcla de leche de cabra y oveja. El queso de cabra griego tiene una historia muy larga: en la Iliada, Homero alude a una mujer que remueve vino con queso de cabra para reducir su acidez.

### Dinamarca
- En Dinamarca se elaboran tradicionalmente el feta o el fetaost hecho con leche de cabra y oveja.

### Noruega
- El brunost (literalmente ‘queso moreno’) se elabora en Noruega. A menudo se comercializa en otros países con el nombre gjetost (‘queso de cabra’).

### Italia
- El caprino es un queso de cabra italiano.

### Chile
- En Chile, en zonas rurales, se produce este tipo de queso de manera artesanal, principalmente de la zona del Valle del Limarí

### China
- El rubing es un queso de cabra fresco de la provincia china de Yunnan, parecido al paneer indio.

### Venezuela
- En Venezuela, específicamente en los estados Falcón, Lara y Miranda, se produce este tipo de queso de manera artesanal, pudiendo tener varios tipos, siendo el más común el de pasta firme.[5]

### Mesopotamia
En Mesopotamia fue creado el primer queso de cabra, pues eran animales domésticos allí.